# Nowy Krępiec
Nowy Krępiec – kolonia w Polsce położona w województwie lubelskim, w powiecie świdnickim, w gminie Mełgiew.
W latach 1975–1998 miejscowość administracyjnie należała do ówczesnego województwa lubelskiego.
Kolonia jest sołectwem w gminie Mełgiew. Według Narodowego Spisu Powszechnego z roku 2011 kolonia liczyła 660 mieszkańców.
Wierni Kościoła rzymskokatolickiego należą do parafii św. Wita w Mełgwi.

## Historia
W okresie międzywojennym miejscowość należała do gminy Mełgiew w powiecie lubelskim woj. lubelskim. 1 września 1933 utworzono gromadę Nowy Krępiec w granicach gminy Mełgiew.
Podczas II wojny światowej Nowy Krępiec włączono do Generalnego Gubernatorstwa (dystrykt lubelski), nadal w gminie Mełgiew. W 1943 roku liczba mieszkańców wynosiła 295.
Po II wojnie światowej wojnie Nowy Krępiec należał do powiatu lubelskiego w woj. lubelskim jako jedna z 26 gromad gminy Mełgiew.
W związku z reorganizacją administracji wiejskiej jesienią 1954, główna część gromady Nowy Krępiec weszła 5 października 1954 w skład nowo utworzonej gromady Krępiec, natomiast część Nowego Krępca włączono do gromady Adampol, którą 13 listopada 1954 przekształcono w miasto Świdnik. W związku z tym ta część Nowego Krępca stała się integralną częścią miasta Świdnika.